# Ernst Vanhöffen

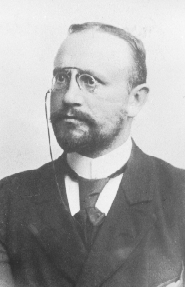
Ernst Vanhöffen

Ernst Vanhöffen (* 15. November 1858 in Wehlau, Ostpreußen; † 14. Juni 1918 in Legitten, Ostpreußen) war ein deutscher Zoologe und Forschungsreisender.

## Leben
Ernst Vanhöffen war zweiter Sohn eines Getreidehändlers in Wehlau in Ostpreußen. Nach dem Besuch des Löbenichtschen Realgymnasiums studierte er ab 1878 Naturwissenschaften an der Albertus-Universität Königsberg. 1879 wurde er Mitglied des Corps Normannia Königsberg. Dreimal wurde er als Consenior ausgezeichnet. 1881 wechselte er für ein Semester an die Friedrich-Wilhelms-Universität Berlin. Danach diente er als Einjährig-Freiwilliger. Nach Königsberg zurückgekehrt, wandte er sich unter dem Einfluss von Richard von Hertwig und Carl Chun der Zoologie zu, blieb aber sein Leben lang auch an Geologie und Botanik interessiert.
1886 bestand er sein Staatsexamen als Oberlehrer und wurde am 1. Oktober Assistent am Zoologischen Institut. Zwei Jahre später promovierte er zum Dr. phil. Ausgestattet mit einem Stipendium des Preußischen Kultusministeriums, ging er im Winter 1889–1890 an die Zoologische Station Neapel, um seine Studien an Quallen fortzusetzen. Nach seiner Rückkehr übertrug Victor Hensen ihm die Bearbeitung der Schirmquallen der Planktonexpedition von 1889. Vanhöffen wechselte dazu an das Zoologische Institut der Christian-Albrechts-Universität Kiel.
1892 bot sich ihm die Gelegenheit, selbst an einer größeren Forschungsreise teilzunehmen. Die Gesellschaft für Erdkunde führte unter der Leitung  Erich von Drygalskis eine Expedition nach Westgrönland durch. Bereits ein Jahr zuvor hatte eine vorbereitende Expedition stattgefunden. Die Hauptexpedition sollte auch ein Biologe begleiten. Am 1. Mai 1892 ging Vanhöffen in Kopenhagen gemeinsam mit den anderen Teilnehmern an Bord des dänischen Segelschiffs Peru, das die Forscher nach Uummannaq brachte. Hier am 71. Breitengrad überwinterte die Expedition und kehrte erst am 14. Oktober 1893 heim.
Vanhöffen blieb an der Universität Kiel, dessen Zoologisches Institut durch die guten Verbindungen Hensens und Karl Brandts zum Deutschen Seefischereiverein materiell bestens ausgestattet war. Als Friedrich Dahl 1896 bis 1897 eine Reise in den Bismarck-Archipel unternahm, konnte Vanhöffen solange dessen Assistentenstelle am Institut besetzen. Anschließend ging er für ein halbes Jahr an das Zoologische Museum in Berlin. 1896 wurde er endgültig Assistent in Kiel und habilitierte sich am 18. Mai an der dortigen Universität.
Als die Deutsche Tiefsee-Expedition am 31. Juli 1898 auf dem Dampfer Valdivia den Hafen von Hamburg verließ, war Vanhöffen auf Wunsch des Expeditionsleiters Carl Chun an Bord. Die neunmonatige Reise führte durch den Atlantik bis in antarktische Gewässer und von dort in den Indischen Ozean. Bei der Bearbeitung der überreichen Ausbeute an Tiefsee-Organismen übernahm Vanhöffen die Medusen.
Wieder in Kiel begann er seine Lehrtätigkeit als Privatdozent an der Universität. Am 23. März 1901 erfolgte seine Berufung zum Professor.
Drygalski entwickelte nach der Grönlandexpedition bald den Plan einer Expedition in die Antarktis, den er frühzeitig mit seinem Freund Vanhöffen teilte. Bereits auf dem Geographentag im April 1895 in Bremen stellten beide die Bedeutung einer solchen Unternehmung in Vorträgen dar, Drygalski vom geographischen, Vanhöffen vom biologischen Standpunkt aus. 1899 war die Entsendung der Südpolarexpedition für das Jahr 1901 beschlossen. Im Sommer 1900 unternahm Vanhöffen zwei Reisen nach Dänemark und Norwegen, um – beraten von Fridtjof Nansen – Ausrüstungsgegenstände für die Expedition zu bestellen. Am 11. August 1901 verließ das Forschungsschiff Gauß Kiel in Richtung Kerguelen. Vanhöffen war der einzige Biologe an Bord. Er hatte während der nächsten 27 Monate ein reiches Betätigungsfeld. Über die Fauna der Antarktis war zu dieser Zeit, abgesehen von Vögeln und Säugetieren, wenig bekannt. Von den zwanzig Bänden mit wissenschaftlichen Ergebnissen der Expedition behandeln dreizehn ausschließlich biologische Themen. In den sieben Bänden zur Zoologie, die noch zu Lebzeiten Vanhöffens erschienen, wurden 2800 Arten beschrieben, darunter über 1000 neue. Er selbst bearbeitete die Medusen, die Asseln und die Hydroidea, eine obsolete Ordnung der Nesseltiere.
1906 berief August Brauer, der neue Direktor des Zoologischen Museums in Berlin, Vanhöffen als Kustos. Dieser betreute daraufhin die Krebse, die Tausendfüßer und die Hohltiere, außerdem die Planktonsammlung und die Sammlung von Grundproben. Nach Brauers Tod übernahm er 1917 die Herausgabe der wissenschaftlichen Ergebnisse der Valdivia-Expedition und das Amt des Schriftführers der Deutschen Zoologischen Gesellschaft.
Er starb mit 60 Jahren während seines Sommerurlaubs in Ostpreußen an einer Lungenentzündung. Das Kap Vanhöffen auf der Insel Heard im Indischen Ozean trägt seinen Namen.

## Schriften (Auswahl)
- Untersuchungen über semaeostome und rhizostome Medusen. Dissertation, Königsberg 1888 (= Bibliotheca zoologica 1889, Heft 3); Textarchiv – Internet Archive.
- Die Acalephen der Plankton-Expedition. In: Victor Hensen (Hrsg.): Ergebnisse Plankton-Expedition. Band 2, Teil 1, 1902.
- Die Fauna und Flora Grönlands. In: Erich von Drygalski (Hrsg.): Grönlandexpedition der Gesellschaft für Erdkunde zu Berlin 1891–1893. Band 2, Teil 1, Kühl, Berlin 1897 (Textarchiv – Internet Archive).
- Die acraspeden Medusen. In: Carl Chun (Hrsg.): Wissenschaftliche Ergebnisse der Deutschen Tiefsee-Expedition auf dem Dampfer „Valdivia“ 1898–1899. Band 3, Teil 1. Fischer, Jena 1902, S. 1–52 (Textarchiv – Internet Archive).
- Die craspedoten Medusen. I. Trachymedusen. In: Carl Chun (Hrsg.): Wissenschaftliche Ergebnisse der Deutschen Tiefsee-Expedition auf dem Dampfer „Valdivia“ 1898–1899. Band 3, Teil 1. Fischer, Jena 1902, S. 53–86 (Textarchiv – Internet Archive).
- Die Isopoden der Deutschen Südpolar-Expedition 1901–1903. In: Erich von Drygalski (Hrsg.): Deutsche Südpolar-Expedition 1901–1903. Band 15. Reimer, Berlin 1914 (Textarchiv – Internet Archive).